# Contaminación difusa

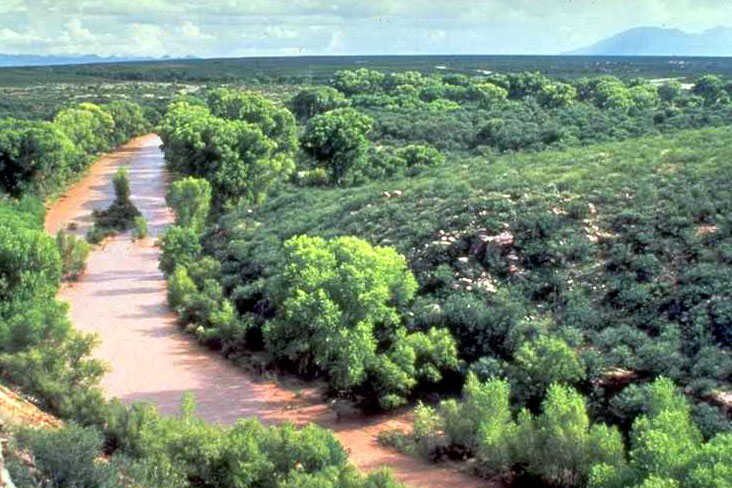
Río Muddy contaminado con sedimentos. Foto de cortesía del Servicio Geológico de los Estados Unidos.

La contaminación por una fuente no puntual se refiere a la contaminación del aire y el agua desde una fuente de contaminación difusa. Una fuente no puntual de contaminación hídrica afecta los cuerpos de agua desde fuentes como escorrentías de áreas agrícolas que drenan hacia los ríos, o desechos lavados por el viento hacia el mar. Fuentes de contaminación del aire no puntuales afectan la calidad del aire desde fuentes de contaminación tales como chimeneas o caños de escape a de vehículos. Si bien todos estos contaminantes se han originado en una fuente puntual, la capacidad de transporte a gran escala y las múltiples fuentes de contaminación la transforman en una fuente de contaminación no puntual. La contaminación por parte de una fuente no puntual puede ser contrastada con contaminación de una fuente puntual, en la cual ocurren vertidos hacia cuerpos de agua o a la atmósfera en una única ubicación.
La contaminación por parte de una fuente no puntual puede ser producto del aporte de numerosas fuentes diferentes y sin una solución  específica para solucionar el problema, haciéndola difícil de regular. Este tipo de contaminación es actualmente la principal causa de contaminación del agua en los Estados Unidos, siendo su principal causa los escurrimientos contaminados procedentes de la agricultura.
Otra significativa fuente de escurrimiento incluye la ingeniería de ríos y modificación del hábitat, y silvicultura (forestal).
Las aguas fluviales contaminadas por el lavado de playas de estacionamiento, carreteras y autopistas y césped (a veces conteniendo fertilizantes y plaguicidas) que luego drenan en escorrentías urbanas, son considerados una forma de fuente de contaminación no puntual. Hay quienes consideran a estos aportes como fuentes puntuales porque muchas veces entran en los sistemas de escurrimiento municipales y es descargada en cañerías cerca de agua de superficie. Sin embargo, no todas las escorrentías fluyen a los sistemas de drenajes antes de entrar a los cuerpos de agua. Algunos pueden desembocar directamente en los espejos de agua, especialmente en regiones en desarrollo y suburbanas. También, a diferencia de otros tipos de fuentes puntuales, tales como las descargas industriales, la contaminación en escorrentías urbanas no pueden ser atribuidas a una sola actividad o incluso a un grupo de actividades. Por lo tanto, porque no es causado por una actividad fácil de identificar y regular, las fuentes de contaminación de escorrentías son también tratadas como una verdadera fuente no puntual y las municipalidades trabajan para regularla, prevenirla y proteger contra ella.